# فرودگاه لوکاپا
فرودگاه لوکاپا (به انگلیسی: Lucapa Airport) (به زبان بومی: Lukapa Airport) یک فرودگاه همگانی با کد یاتا LBZ است که یک باند فرود سنگفرش دارد و طول باند آن ~۲۲۰۰ متر است. این فرودگاه در کشور آنگولا قرار دارد .